# Besheer El-Tabei
Besheer El-Tabei Abdelhamid (ar. بشير التابعي, ur. 24 lutego 1976 w Damietcie) – piłkarz egipski grający na pozycji środkowego obrońcy.

## Kariera klubowa
Karierę piłkarską El-Tabei rozpoczął w klubie Domiat FC. Następnie odszedł do kairskiego Zamaleku. W 1996 roku zadebiutował w jego barwach w pierwszej lidze egipskiej. W debiutanckim sezonie wygrał z Zamalekiem rozgrywki Ligi Mistrzów. Z kolei w 1997 roku wygrał zarówno Superpuchar Afryki, jak i Puchar Afro-Azjatycki. W 1999 roku zdobył Puchar Egiptu, a w 2000 roku - Puchar Zdobywców Pucharów. W 2001 roku wywalczył swoje pierwsze w karierze mistrzostwo kraju. W 2002 roku wygrał z Zamalekiem Ligę Mistrzów (0:0, 1:0 w finale z Rają Casablanca) i zdobył Puchar Egiptu oraz Superpuchar Afryki. Z kolei w latach 2003 i 2004 dwukrotnie z rzędu wywalczył mistrzostwo kraju.
Latem roku 2004 El-Tabei odszedł do tureckiego Çaykuru Rizespor. W turckiej lidze zadebiutował 6 sierpnia 2004 w zremisowanym 2:2 domowym spotkaniu z Fenerbahçe SK. W Rizesporze grał przez 3 lata.
W 2007 roku El-Tabei wrócił do Zamaleku i w 2008 roku zdobył z nim Puchar Egiptu. W sezonie 2008/2009 był zawodnikiem Bursasporu, jednak nie zagrał w nim żadnym meczu. W 2009 roku został zawodnikiem zespołu El Mansoura SC. W 2010 roku przeszedł do Smouha SC.
| Sezon   | Klub            | Kraj   | Rozgrywki | Mecze | Bramki |
| ------- | --------------- | ------ | --------- | ----- | ------ |
| 1996/97 | Zamalek SC      | Egipt  | I. liga   | ?     | ?      |
| 1997/98 | Zamalek SC      | Egipt  | I. liga   | 14    | 0      |
| 1998/99 | Zamalek SC      | Egipt  | I. liga   | 22    | 0      |
| 1999/00 | Zamalek SC      | Egipt  | I. liga   | 21    | 3      |
| 2000/01 | Zamalek SC      | Egipt  | I. liga   | 19    | 0      |
| 2001/02 | Zamalek SC      | Egipt  | I. liga   | 21    | 0      |
| 2002/03 | Zamalek SC      | Egipt  | I. liga   | 20    | 1      |
| 2003/04 | Zamalek SC      | Egipt  | I. liga   | 22    | 4      |
| 2004/05 | Çaykur Rizespor | Turcja | Süper Lig | 29    | 0      |
| 2005/06 | Çaykur Rizespor | Turcja | Süper Lig | 30    | 0      |
| 2006/07 | Çaykur Rizespor | Turcja | Süper Lig | 30    | 0      |
| 2007/08 | Zamalek SC      | Egipt  | I. liga   | 21    | 1      |
| 2008/09 | Bursaspor       | Turcja | Süper Lig | 0     | 0      |
| 2009/10 | El Mansoura SC  | Egipt  | I. liga   | 11    | 0      |
| 2010/11 | Smouha SC       | Egipt  | I. liga   | 27    | 0      |
| 2011/12 | Smouha SC       | Egipt  | I. liga   |       |        |

## Kariera reprezentacyjna
W reprezentacji Egiptu El-Tabei zadebiutował 25 września 1998 roku w zremisowanym 2:2 towarzyskim spotkaniu z Estonią. W 2004 roku wystąpił w 3 spotkaniach Pucharu Narodów Afryki 2004: z Zimbabwe (2:1), z Algierią (1:2) i z Kamerunem (0:0). Od 1998 do 2005 roku rozegrał w kadrze narodowej 38 meczów i strzelił 2 gole.